# The Brotherhood IV
Brotherhood IV: The Complex, de 2005, é o quarto de uma série de filmes homoeróticos criados pelo diretor David Decoteau.

## Sinopse
Um jovem cadete de uma academia militar se junta a uma irmandade secreta chamada "Black Skulls". Enviado para uma estranha caverna de uma praia próxima, ele não sobrevive à cerimônia de iniciação, sendo morto por um demônio sucubus que começa a perseguir os integrantes da sociedade secreta.

## Elenco
- Sebastian Gacki como Lee Hanlon
- April Telek como Capitã Arabella Morrissey
- Brody Harms como Robert Severin
- Graham Kosakoski como Victor Thanos
- Angelique Naude como Secretary Madison
- Chad E. Rook comoAndy
- Brett Viberg como Brandon
- Emrey Wright como Charlie
- Charlie Marsh como G-Force